# Андреев, Владимир Иванович (генерал-полковник)
Влади́мир Ива́нович Андре́ев (3 марта 1942, Вологда — 24 марта 2025) — советский и российский военачальник, военный лётчик. Командующий авиацией ПВО (1987—1998), генерал-полковник (1993), заслуженный военный лётчик СССР (1981). Директор Федеральной службы воздушного транспорта России (1999—2000).

## Биография
Родился 3 марта 1942 года в Вологде.
В 1957 году Владимир Андреев записался в планерную секцию Вологодского аэроклуба. На различных типах планеров он налетал более сорока часов. Одновременно работал токарем на заводе «Северный коммунар».
В 1960 году поступил на отделение курсантов-пилотов в Вологодский аэроклуб.
В 1961 году поступил в Армавирское высшее военное авиационное училище лётчиков. Стал лётчиком-истребителем авиации ПВО.
С 1965 по 1998 год служил в Войсках противовоздушной обороны на должностях от старшего лётчика до командующего авиацией ПВО РФ.
С 1965 по 1972 год — старший лётчик, командир авиазвена, командир авиационной эскадрильи на самолётах Су-11 (Московский округ ПВО). С 1972 по 1975 год — заместитель командира авиаполка, командир авиационного полка на самолётах МиГ-25п (Московский округ ПВО).
С 1975 по 1977 год — заместитель командира корпуса ПВО по авиации — начальник авиации, начальник боевой подготовки авиации Московского округа ПВО. С 1977 по 1979 год — заместитель командующего 8-й отдельной армии ПВО по авиации — начальник авиации армии (Киев).
С 1979 по 1983 год — начальник боевой подготовки авиации ПВО СССР. С 1985 по 1987 год — первый заместитель командующего авиацией ПВО СССР.
С марта 1987 по март 1998 года — командующий авиацией ПВО СССР, заместитель главнокомандующего войсками ПВО по авиации, командующий авиацией ПВО России. В 1989 году присвоено воинское звание генерал-лейтенант авиации, в 1993 году — генерал-полковник.
Имеет звание заслуженного военного лётчика СССР. Летал на самолётах от МиГ-17 до МиГ-31, от Су-11 до Су-27 (30) и Ту-134, выполнял демонстрационные полёты в нашей стране и за рубежом. Принимал участие в создании, испытаниях авиационной техники и вооружений. Окончил Военно-воздушную академию имени Ю. А. Гагарина (1976 г.) и Военную академию Генерального штаба (1985 г.).
С 1998 года в отставке.
В 1999—2000 годах работал директором Федеральной службы воздушного транспорта России. С декабря 2000 года — руководитель группы советников генерального директора ОАО «Аэрофлот — Российские авиалинии».
С 2001 года летал на самолётах Як-52 и Як-18Т. Имел свидетельства коммерческого пилота 1 класса, пилота-любителя.
В последние годы работал советником генерального директора авиакомпании «ЮТэйр» и являлся сопредседателем клуба ветеранов гражданской авиации «Опыт».
Скончался 24 марта 2025 года на 84-м году жизни. Похоронен на Федеральном военном мемориале «Пантеон защитников Отечества» в Мытищах.

## Награды
- Орден «За военные заслуги»
- Орден Красной Звезды
- Орден «За службу Родине в Вооружённых Силах СССР» 3 степени
- Орден «За личное мужество»
- Медаль «В ознаменование 100-летия со дня рождения Владимира Ильича Ленина»
- Медаль «Двадцать лет победы в Великой Отечественной войне 1941-1945 гг.»
- Юбилейная медаль «300 лет Российскому флоту»
- Медаль «В память 850-летия Москвы»
- Медаль «Ветеран Вооружённых Сил СССР»
- Медаль «За укрепление боевого содружества»
- Юбилейная медаль «50 лет Вооружённых Сил СССР»
- Юбилейная медаль «60 лет Вооружённых Сил СССР»
- Юбилейная медаль «70 лет Вооружённых Сил СССР»
- Медаль «За безупречную службу» 1 степени
- Медаль «За безупречную службу» 2 степени
- Медаль «За безупречную службу» 3 степени
- Заслуженный военный лётчик СССР (1981)
- Авиационная премия «Икар»